# (1056) Azalea
(1056) Azalea est un astéroïde de la ceinture principale découvert le 31 janvier 1924 par l'astronome allemand Karl Reinmuth à l'Observatoire du Königstuhl près de Heidelberg. Sa désignation provisoire était 1924 QD.
Il tire son nom du genre de plantes à fleurs Azalea.